# Jack London (velocista)
John Edward London, detto Jack (Georgetown, 13 gennaio 1905 – Londra, 2 maggio 1966), è stato un velocista britannico, vincitore di due medaglie ai Giochi olimpici di Amsterdam 1928.

## Palmarès
| Anno | Manifestazione  | Sede      | Evento      | Risultato | Prestazione | Note |
| ---- | --------------- | --------- | ----------- | --------- | ----------- | ---- |
| 1928 | Giochi olimpici | Amsterdam | 100 m piani | Argento   | 10"9        |      |
| 1928 | Giochi olimpici | Amsterdam | 4×100 m     | Bronzo    | 41"8        |      |